# Ursus
Ursus je rod v družini Ursidae (medvedi), ki vključuje rjave medvede in črne medvede (vključno s polarnim medvedom).

## Vrste in podvrste rodaUrsus
- Ursus americanus (ameriški črni medved ali baribal)
  - Ursus americanus kermodei
- Ursus arctos (rjavi medved)
  - Ursus arctos arctos (evropski rjavi medved)
  - Ursus arctos beringianus (kamčatski rjavi medved)
  - Ursus arctos crowtheri (severnoafriški/atlaški medved - izumrl)
  - Ursus arctos gobiensis
  - Ursus arctos horribilis (grizli)
  - Ursus isabellinus Horsfield
  - Ursus arctos isabellinus
  - Ursus arctos middendorffi (kodijak - največja podvrsta rjavih medvedov)
  - Ursus arctos nelsoni (izumrl)
  - Ursus arctos pruinosus
  - Ursus arctos syriacus
  - Ursus arctos yesoensis
  - Ursus arctos piscator (izumrl)
- Ursus malayanus ali Helarctos malayanus (malajski ali sončni medved)
  - Ursus malayanus euryspilus ali Helarctos malayanus euryspilus
- Ursus maritimus (prej Thalarctos maritimus) (polarni medved oz. severni medved)
  - Ursus maritimus maritimus (klasifikacija še ni dogovorjena)
  - Ursus maritimus marinus (klasifikacija še ni dogovorjena)
- Ursus spelaeus (jamski medved - izumrl)
- Ursus inopinatus (izumrl)
- Ursus thibetanus ali Selenarctos thibetanus (medved ogrličar ali tibetanski medved)
  - Ursus thibetanus formosanus ali Selenarctos thibetanus formosanus
  - Ursus thibetanus gedrosianus ali Selenarctos thibetanus gedrosianus
  - Ursus thibetanus japonica ali Selenarctos thibetanus japonica
  - Ursus thibetanus laniger ali Selenarctos thibetanus laniger
  - Ursus thibetanus mupinensis ali Selenarctos thibetanus mupinensis
  - Ursus thibetanus thibetanus ali Selenarctos thibetanus thibetanus
  - Ursus thibetanus ussuricu ali Selenarctos thibetanus ussuricu